# Manoir Montmorency
Le manoir Montmorency est une ancienne villa bourgeoise située au haut de la chute Montmorency, à Québec. Le bâtiment fait aujourd'hui partie du parc de la Chute-Montmorency et abrite des salles de réception, un restaurant, une boutique et un centre d'interprétation.

## Histoire

### Lieu de repos du gouverneur et du prince

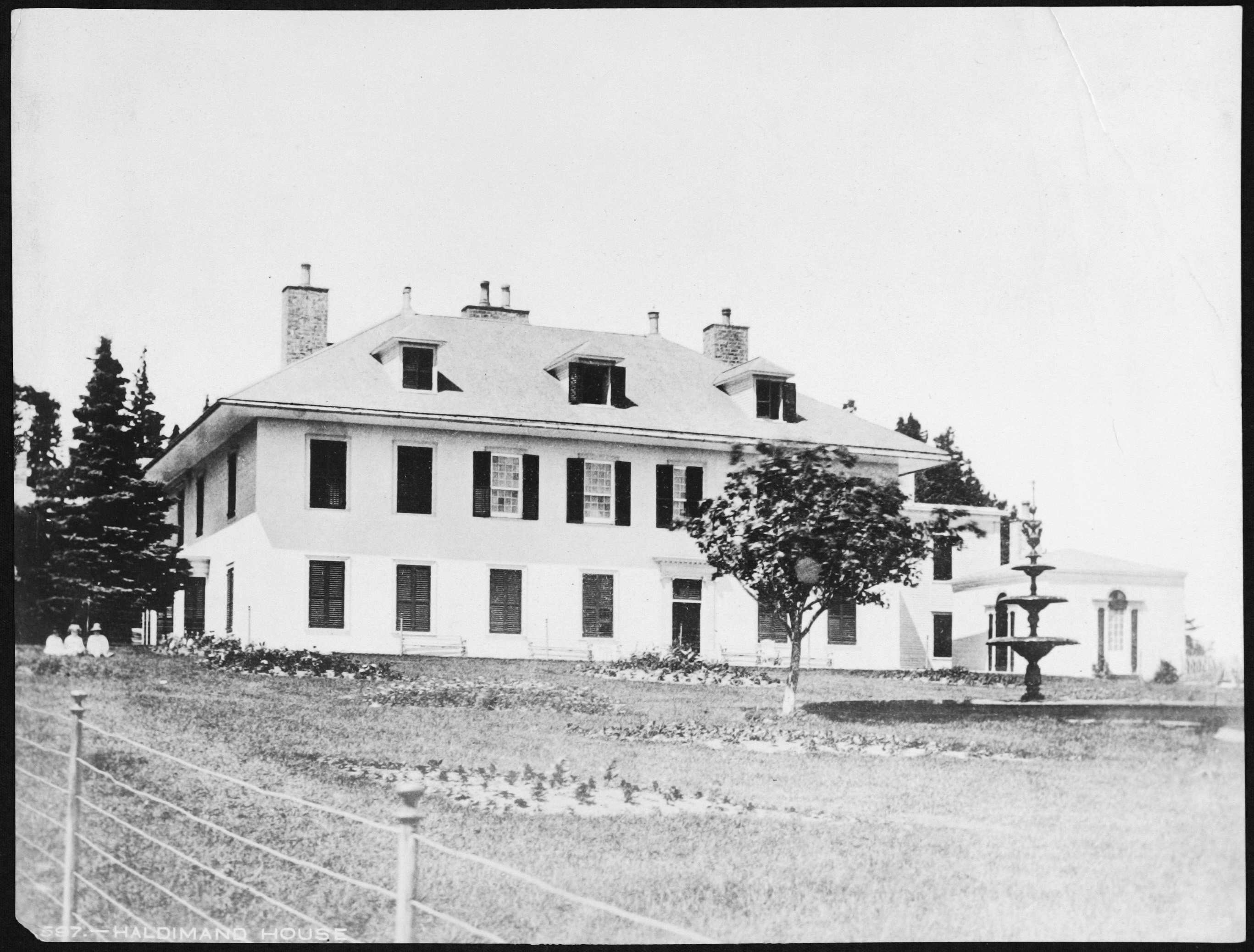
« Haldimand House », au début du XXe siècle.

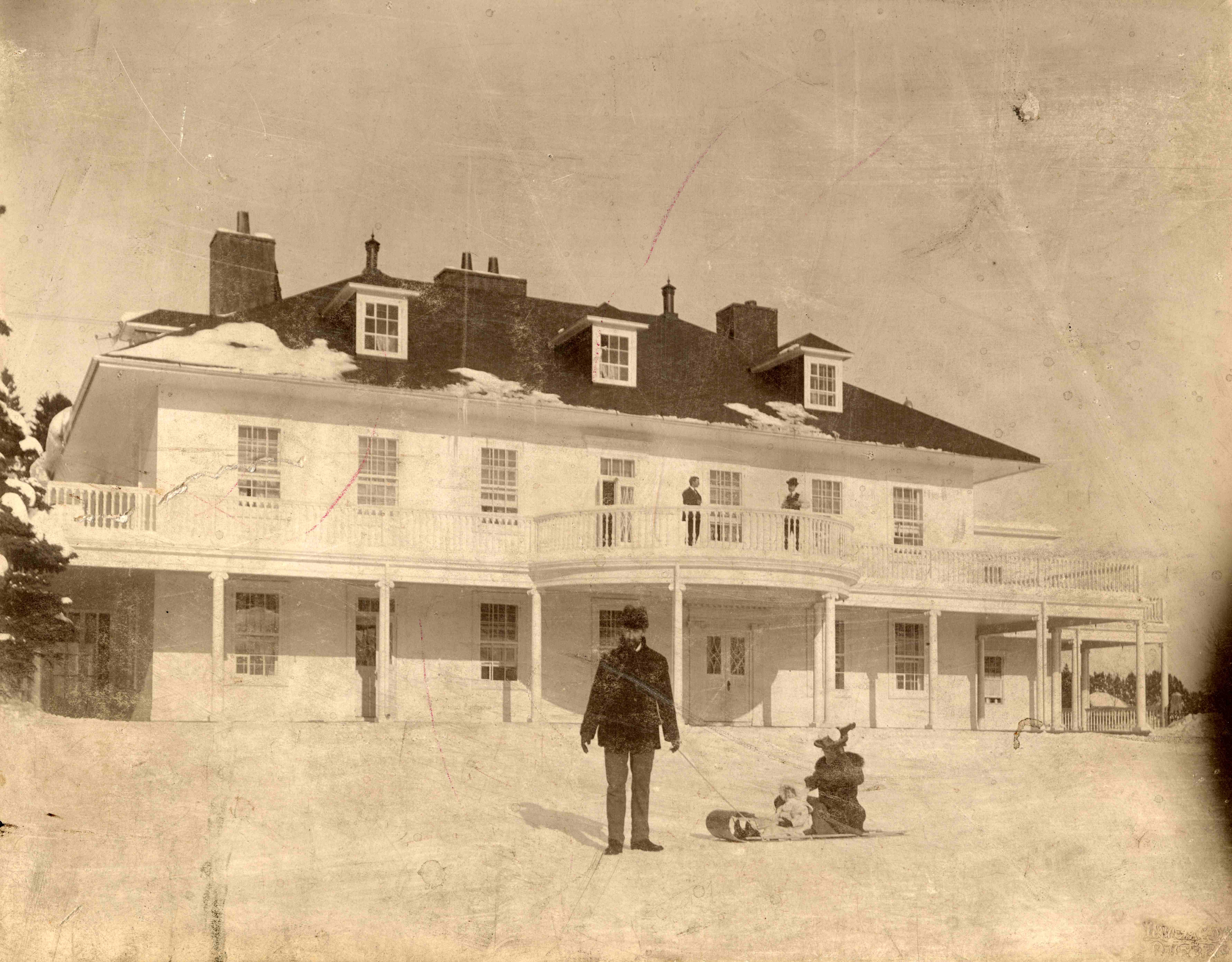
Le manoir en hiver.

Dès son installation dans la province britannique de Québec, le gouverneur Frederick Haldimand veut faire ériger de nouveaux bâtiments pour son gouvernement. Le château qui portera son nom remplace le château Saint-Louis, érigé sous le régime français. Il désire également se construire une résidence d'été, à l'extérieur des fortifications et de la ville. En 1780 et 1781, il acquiert les terres des familles Ménard, Vachon et Grenier, à l'extrémité de la rivière Montmorency, à l'est de la seigneurie de Beauport. Le lieu lui offre une vue imprenable sur la chute Montmorency et le fleuve Saint-Laurent. Il y fait construire une résidence d'été, la première villa bourgeoise au Canada. C'est aussi l'un des premiers bâtiments d'architecture autre que française à apparaître au Canada. Cette demeure à deux étages, désignée Montmorency House, s'inspire de l'architecture des villas palladiennes britanniques mais aussi des maisons coloniales de plantation de Floride, là où Haldimand était auparavant en poste à Pensacola. 
Après le décès de Frederick Haldimand, son neveu Anthony Francis Haldimand en devient propriétaire. La résidence est louée par le prince Édouard-Auguste, duc de Kent. Premier membre de la royauté à séjourner au Canada, il y passe du temps entre 1791 et 1794 en compagnie de sa maîtresse, Madame de Saint-Laurent. Le couple se lie entre autres d'amitié avec l'élite canadienne-française, dont la famille Irumberry de Salaberry. La villa est alors connue sous le nom de Kent Lodge.

### Propriété d'entrepreneurs
Elle est vendue à l'entrepreneur John Goudie, qui la revend à Henry Usborne et Peter Patterson. Ce dernier devient propriétaire majoritaire et s'installe dans le manoir en 1815, alors désigné Mansion House. Il procède à plusieurs travaux, dont le remplacement de la toiture et un agrandissement par les côtés qui double sa superficie et allonge sa façade. À son décès en 1851, le manoir revient à sa fille Mary Jane qui l'occupe avec son mari George Benson Hall. En 1899, la famille vend son domaine à la Compagnie du chemin de fer Québec, Montmorency et Charlevoix. Une nouvelle vocation rentable est alors souhaitée par l'entreprise.

### Lieu de villégiature
En décembre 1901, le manoir devient l'hôtel Kent House. La reconversion du bâtiment est réalisée selon les plans de l'architecte Edward Black Staveley. Ouvert ainsi au public, l'endroit devient un véritable lieu touristique où se trouve différentes attractions (parc, jardin zoologique, carrousel, patinoire, etc) ainsi que le prestigieux Club de golf Royal Québec. L'hôtel est agrandi en 1910. Après un succès important au début du siècle, le domaine perd de son attractivité après la Seconde Guerre mondiale. En 1954, les Dominicains de Québec achètent le manoir pour en faire une maison de retraite spirituelle. En 1974, le gouvernement du Québec devient propriétaire et crée le parc de la Chute-Montmorency.
Le 13 mai 1993, alors que des travaux de réfection touchaient à leur fin, le manoir Montmorency est la proie des flammes. Il est reconstruit l'année suivante le plus fidèlement possible. Depuis, le manoir abrite un restaurant et accueille des réceptions.